# Ійдзука Сьота
Сьота Іідзука (яп. 山縣亮太, нар. 25 червня 1991) — японський спринтер, срібний призер Олімпійських ігор 2016 року.

## Виступи на Олімпіадах
| Олімпіада           | Дисципліна            | Місце |
| ------------------- | --------------------- | ----- |
| Лондон 2012         | 200 метрів            | 36    |
| Лондон 2012         | естафета 4×100 метрів | 4     |
| Ріо-де-Жанейро 2016 | 200 метрів            | 30    |
| Ріо-де-Жанейро 2016 | естафета 4×100 метрів | 2     |

## Зовнішні посилання
- Сьота Іідзука — олімпійська статистика на сайті Sports-Reference.com (англ.) (архівна версія)